# Juan José Castro (Stadt)
Juan José Castro ist eine Ortschaft in Uruguay.

## Geographie
Sie befindet sich auf dem Gebiet des Departamento Flores in dessen Sektor 6. Juan José Castro liegt östlich der Departamento-Hauptstadt Trinidad. In südlicher Richtung ist Cerro Colorado gelegen. In Juan José Castro entspringt der Arroyo del Sauce, am Westrand des Ortes findet sich die Quelle des Arroyo del Pedregal.

## Infrastruktur
Durch Juan José Castro führt eine Eisenbahnlinie. Der Ort ist zudem über die Ruta 14 erschlossen.

## Einwohner
Juan José Castro hatte bei der Volkszählung im Jahre 2011 97 Einwohner, davon 52 männliche und 45 weibliche.
| Jahr | Einwohner |
| ---- | --------- |
| 1996 | -         |
| 2004 | 63        |
| 2011 | 97        |

Quelle: Instituto Nacional de Estadística de Uruguay